# この街で
「この街で」（このまちで）は、2013年12月11日に発売されたDREAMS COME TRUEの通算51枚目のシングル。

## 概要
- 本作はDCTSTORE、UNIVERSAL MUSIC STORE、ライヴ会場のみの限定販売。
- AEON SPECIAL 10 WEEKS ! コラボレーションソングとして作成された[1]。販売に先がけて12月6日から、イオンで5,000円以上買い物をした利用者9万人（CD：8万枚、ダウンロード：1万人）に無償提供された[2]。

## 収録曲
1. この街で
作詞：吉田美和 / 作曲：中村正人、吉田美和 / 編曲：中村正人
AEON SPECIAL 10 WEEKS ! コラボレーションソング
2. この街で 〜INSTRUMENTAL VERSION〜

## 収録アルバム
- ATTACK25 (#1)